# Rood rimpelmos
Rood rimpelmos (Atrichum angustatum) is een soort uit het geslacht rimpelmos (Atrichum).

## Determinatie
Rood rimpelmos is een topkapselmos dat ijle zoden kan vormen. De bladeren zijn lancetvormig en zwak gerimpeld. De bladranden zijn gezoomd en scherp getand. De nerf is bedekt door 5–6 lamellen.

## Ecologie
Rood rimpelmos is een pioniersoort die voorkomt op verstoorde, lemige steilkanten en wortelkluiten in de schaduw tot halfschaduw.